# Sommarkväll med Rickard Olsson
Sommarkväll med Rickard Olsson är en svensk talkshow som leds av Rickard Olsson. I varje program gästas han av kända och intressanta personer. Programmet hade premiär sommaren 2013.